# Siphonaria propria
Siphonaria propria is een slakkensoort uit de familie van de Siphonariidae. De wetenschappelijke naam van de soort is voor het eerst geldig gepubliceerd in 1983 door Jenkins.